# Terapia de pareja
La terapia de pareja, también denominada psicoterapia de pareja, es el tratamiento clínico psicológico que se brinda a ambos miembros de una relación sentimental, en su condición de enamorados, novios, esposos, convivientes, separados y/o divorciados, por parte de un psicoterapeuta o terapeuta profesional, debidamente capacitado y facultado por los respectivos organismos oficiales reguladores del país donde ejerce su profesión.
En una terapia de pareja, el psicoterapeuta se centrará fundamentalmente en mejorar la comunicación en la relación. De esta manera, se aprenderá a controlar los impulsos y emociones para afrontar y resolver los conflictos que puedan surgir de una manera más eficiente. Además, se enseñará a ver los problemas desde otra perspectiva, intentando relativizar los mismos sin que los personalismos, la soberbia u orgullo pueda distorsionar los juicios de valor.

## Historia de las Terapias de Pareja
La consejería matrimonial se originó en Alemania en los años de 1920 como parte del movimiento eugenésico. Los primeros institutos de consejería matrimonial en los Estados Unidos de América se crearon en los años de 1930, parcialmente en respuesta a los centros médicos alemanes de consejería matrimonial para purificación racial. En los Estados Unidos de América, los promotores fueron Paul Popenoe, Robert Latou Dickinson, Abraham y Hannah Stone.
Entre otros pioneros en los EUA se incluye a Lena Levine y Margaret Sanger.
No fue hasta los años de 1950 que los terapeutas empezaron a tratar los problemas psicológicos en el contexto de la familia. Por lo tanto, la terapia de pareja como un servicio profesional y discreto es un fenómeno reciente. Hasta finales del siglo XX, la labor de consejería para parejas la realizaban informalmente amigos cercanos, familiares o consejeros religiosos locales. Los psiquiatras, psicólogos, consejeros y trabajadoras sociales trataban principalmente problemas psicológicos individuales en un entorno médico y psicoanalítico.
A raíz de la creciente modernización u occidentalización en muchas partes del mundo, y el continuo cambio hacia familias nucleares aisladas, se está optando por recurrir a terapeutas de pareja o consejeros matrimoniales.
El abuso de pareja o la violencia doméstica es común en todo el mundo. Incluye abuso físico, emocional y sexual, amenazas, retención de dinero, y problemas de salud física y emocional que perduran en el tiempo. La asistencia activa de personas capacitadas, denominada “actividades de apoyo”, puede ayudar a las mujeres a lidiar con esto, al brindarles asesoramiento y apoyo para la planificación de su seguridad y para incrementar su acceso a diferentes servicios. Estas actividades pueden llevarse a cabo en diferentes espacios, como la comunidad o un refugio, y pueden durar desde menos de una hora hasta 80 horas.
Una revisión sistemática de 13 estudios clínicos, concluyó que el apoyo intensivo puede mejorar la vida cotidiana de las mujeres en refugios, para situaciones de violencia doméstica a corto plazo, y pueden reducir el abuso físico uno o dos años después de la intervención. No hay evidencia clara de una reducción en el abuso sexual, emocional o en general, o de que estas actividades beneficien a la salud mental de las mujeres. Tampoco está claro si las actividades de apoyo breve son eficaces, aunque estas pueden proporcionar beneficios de salud mental a corto plazo y reducir el abuso en ciertas mujeres.

## Enfoques Psicoterapéuticos de la Terapia de Pareja
1. Enfoque sistémico

2. Enfoque cognitivo-conductual

3. Enfoque psicoanalítico

4. Enfoque gestáltico

5. Enfoque del análisis transaccional

6. Enfoque de la terapia breve centrada en soluciones

7. Enfoque conductual integrativo

8. Focalizada en las emociones

9. Método  Gottman

## Ciclos de las Parejas[8]
1. Formación de la pareja

2. Nacimiento o llegada de los hijos

3. Familia que ingresa a la escuela

4. Familia con hijos adolescentes

5. Egreso de los hijos

6. Período medio y final de la familia

## Pasos en la Terapia de Pareja[8]
1. DERIVACION Y CONTACTO TELEFONICO

2. ENTREVISTAS INICIALES
- Etapa social
- Primera impresión
- Verificación de datos y presentación del contexto
- Apertura
- Preguntas del terapeuta
- Comunicación con el terapeuta
- Registro del feedback
- Fijación de objetivos
- Primeras redefiniciones
- Otros aspectos
- Cierre de la entrevista

3. TRATAMIENTO COMPLETO

## Programa Terapéutico Integrativo[9]
1. Entrenamiento en reciprocidad positiva

2. Entrenamiento en comunicación

3. Entrenamiento en negociación

4. Entrenamiento en solución de conflictos

## ¿Cuándo las parejas deben buscar ayuda profesional?
Según investigaciones, las parejas suelen buscar ayuda profesional en estos casos:
- Conflictos crónicos (discusiones frecuentes sin resolución)
- Dificultades de comunicación (falta de diálogo o patrones tóxicos)
- Infidelidad o pérdida de confianza
- Diferencias en crianza de hijos
- Desequilibrios en la distribución de responsabilidades
- Falta de intimidad emocional o sexual